# Tofiq Məmmədov
Tofiq Məmmədov (10 de marzo de 1980) es un deportista azerbaiyano que compitió en judo adaptado. Ganó una medalla de plata en los Juegos Paralímpicos de Pekín 2008 en la categoría de –90 kg.

## Palmarés internacional
| Juegos Paralímpicos | Juegos Paralímpicos | Juegos Paralímpicos | Juegos Paralímpicos |
| Año                 | Lugar               | Medalla             | Categoría           |
| ------------------- | ------------------- | ------------------- | ------------------- |
| 2008                | Pekín (China)       | Medalla de plata    | –90 kg              |